# Holiday Camp (film)
Pour plus de détails, voir Fiche technique et Distribution.
Holiday Camp est un film britannique réalisé par Ken Annakin, sorti en 1947.

## Synopsis
Un ensemble de vacanciers arrive par le train à un camp de vacances dans le Yorkshire. Vont se croiser notamment les histoires de la famille Huggett, Joe et Ethel accompagnés de leur fille Joan et de leur petit fils Harry, d'une vieille fille Esther Harman, d'un ancien pilote Hardwick.
À ces histoires proches de la comédie, va se greffer une histoire plus sombre : Hardwick n'est en fait pas un ancien pilote mais est en réalité un sadique qui va commettre un meurtre lors de ces vacances avant d'être arrêté.

## Fiche technique
- Titre original : Holiday Camp
- Réalisation : Ken Annakin
- Scénario : Muriel Box, Sydney Box, Peter Rogers, Ken Annakin, d'après une histoire originale de Godfrey Winn (en)
- Direction artistique : George Provis, Richard Yarrow
- Costumes : Julie Harris
- Photographie : Jack E. Cox
- Son : Les Hammond
- Montage : Alfred Roome
- Musique : Bob Busby
- Production : Sydney Box
- Société de production : Gainsborough Pictures
- Société de distribution : General Film Distributors
- Pays d'origine :  Royaume-Uni
- Langue originale : anglais
- Format : Noir et blanc — 35 mm — 1,37:1 — son mono
- Genre : Comédie dramatique
- Durée : 97 minutes
- Dates de sortie :
  - Royaume-Uni : 5 août 1947
  - États-Unis : 23 janvier 1948

## Distribution
- Flora Robson : Esther Harman
- Dennis Price : Sq. Ldr. Hardwick
- Jack Warner : Joe Huggett
- Hazel Court : Joan Huggett
- Emrys Jones (en) : Michael Halliday
- Kathleen Harrison : Ethel Huggett
- Yvonne Owen : Angela Kirby
- Esmond Knight : l'animateur du camp de vacances
- Jimmy Hanley (en) : Jimmy Gardner
- Peter Hammond (en) : Harry Huggett
- Esma Cannon : Elsie Dawson
- John Blythe (en) : Steve
- Jeannette Tregarthen : Valérie Thompson
- Beatrice Varley (en) : la tante de Valérie
- Dennis Harkin : Charlie
- Susan Shaw : Patsy Crawford
- Maurice Denham : le médecin du camp

## Autour du film
- Ce film constitue la première apparition de la famille Huggett, qui sera à l'honneur dans trois autres films de Ken Annakin :
  - Here Come the Huggetts, en 1948
  - Vote for Huggett, en 1949
  - The Huggetts Abroad, en 1949